# Odontopsammodius aenictus
Odontopsammodius aenictus är en skalbaggsart som beskrevs av Cartwright 1955. Odontopsammodius aenictus ingår i släktet Odontopsammodius och familjen Aphodiidae. Inga underarter finns listade i Catalogue of Life.